# Breitbandatlas
Ein Breitbandatlas ist eine regional differenzierte Darstellung der Verfügbarkeit von Breitband-Internetanschlüssen.

## Breitbandinfrastruktur- und Verfügbarkeitsatlas
In Deutschland wurde 2005 vom Bundeswirtschaftsministerium der Breitbandatlas in erster Auflage vorgestellt. Bereits zuvor gab es für Berlin einen lokalen und präziseren Breitbandatlas, den dortigen Telekommunikationsatlas.
Am 6. Oktober 2010 wurde eine neue Version des Atlasses durch das BMWi unter der Adresse www.zukunft-breitband.de freigeschaltet. Diese überarbeitete Version wurde durch den TÜV Rheinland entwickelt. Dem Nutzer ist es nun möglich, in die Karten zu zoomen, die Genauigkeit der Darstellung ist auf 250 × 250 m Quadrate festgelegt. Unterschieden wird zwischen kabelgebundenen Technologien und Funkübertragung, eine weitere Differenzierung ist aus Datenschutzgründen erst mit Aufruf der Anbieter vor Ort möglich. Im Jahre 2012 wurde der Breitbandatlas um eine Ansicht ergänzt, nun kann sich der Bürger auch über die Verfügbarkeit von LTE informieren.
Das Breitband-Kompetenzzentrum Schleswig-Holstein hat im November 2010 einen Atlas veröffentlicht, der die DSL-Verfügbarkeit darstellt. Grundlage der Darstellung ist die Ausbreitung des Signals auf der Kupferdoppelader.

## Atlas zur Breitbandinfrastruktur
Bisher ist bundesweit nur ein Atlas verfügbar, der Breitbandinfrastruktur, z. B. Glasfasertrassen und Standorte von Kabelverzweigern darstellt. In dem sogenannten Glasfaseratlas des Landes Schleswig-Holstein haben Unternehmen, die über maßgebliche Infrastruktur verfügen, deren Standorte veröffentlicht. Der Atlas ist auf den Seiten des Breitband-Kompetenzzentrums Schleswig-Holstein veröffentlicht.

## Breitbandbedarfsatlas

### Derzeit verfügbare Bedarfsatlanten
Für das Land Brandenburg gibt es seit Anfang März 2008 einen Breitbandatlas, in dem DSL- und Breitbandinteressenten des Bundeslandes ihren Bedarf eintragen können. Hierdurch soll ein genaues Bild des landesweiten Bedarfs für potenzielle Investoren gezeichnet werden. In Niedersachsen haben die Landkreise in Zusammenarbeit mit dem Breitband Kompetenz Zentrum Niedersachsen eine detaillierte Erschließungs- und Bedarfsanalyse durchgeführt. Die ermittelten Daten stehen den Landkreisen und Gemeinden für Planungszwecke und Verhandlungen zur Verfügung. Der Breitbandatlas Niedersachsen ist im Dezember 2009 veröffentlicht worden.
Seit Anfang 2012 steht der gesamtdeutsche Breitbandbedarfsatlas unter der Adresse www.breitbandatlas-deutschland.de online, basierend auf den Erfahrungen des Breitbandatlas Brandenburg. Es ist geplant, diese Plattform zu einem mehrsprachigen EU-weiten Bedarfsatlas weiterzuentwickeln.
Einen landesbezogenen Verfügbarkeits- und Nachfrageatlas für den Freistaat Bayern hatte die von 2006 bis 2012 aktive Bayerische Breitband Initiative. Dieser war allerdings den Beteiligten an der Breitbandinitiative, Kommunen, Breitbandpaten, Breitbandanbieter, Landes- und Regionalregierungen vorbehalten.

### Bedeutung von Bedarfsatlanten für die Breitbandverfügbarkeit
Ein Bedarfsatlas dient zur Nachfrageerhebung und damit zur Ermittlung des Marktpotenzials in einem un- oder unterversorgten Ort bzw. Region. Diese Analyse ist wesentlicher Bestandteil von Wirtschaftlichkeitsberechnungen, die alle Marktunternehmen vor der Erschließung durchführen. Er hilft ferner bei der Beantragung von Fördermitteln für den Infrastrukturausbau. Wenn eine ausreichende Nachfrage in einem Ort nachgewiesen wird, ist die Erschließung durch einen Breitbandanbieter denkbar, jedoch keineswegs zwingend.

## Verfügbarkeitsprüfung der Internetanbieter
Da in Deutschland DSL die vorherrschende Breitbandzugangstechnologie ist (der DSL-Marktanteil am Breitbandmarkt betrug Ende 2006 95,5 %) und alternative Zugangstechnologien wie TV-Kabelinternet, FTTH, Wimax oder HSDPA insbesondere außerhalb der Ballungsräume nur eine geringe Verfügbarkeit aufweisen, ist meist die DSL-Verfügbarkeit entscheidend für die Frage, ob ein Privatkunden-Breitbandzugang vor Ort erhältlich ist. Die Verfügbarkeit von DSL für einzelne Anschlüsse kann mittels der Online-Verfügbarkeitsprüfung der Anbieter, z. B. der Online-T-DSL-Verfügbarkeitsprüfung der Deutschen Telekom genau geprüft werden. Ein weiteres Hilfsmittel ist die ortsbasierte Anbieterabfrage des Breitbandatlas des Bundes, hier werden neutral alle Anbieter aufgelistet, die für den jeweiligen Ort Verfügbarkeiten gemeldet haben. Auf den Seiten einer unabhängigen Initiative sind auf dieser Basis erstellte detaillierte straßengenaue Verfügbarkeitsübersichten insbesondere für kleinstädtische und ländliche Ortsnetze zu finden.

## Österreich
Der österreichische Breitbandatlas ist unter der URL breitbandatlas.gv.at erreichbar und wurde im Jahr 2014 gestartet. Die Zuständigkeit liegt beim Bundesministerium für Finanzen.
Im Jahr 2017 präsentierte der damalige Infrastrukturminister Jörg Leichtfried ein erstes Update des Breitbandatlas. 2023 erfolgte ein weiteres Update, welches von Staatssekretär Florian Tursky vorgestellt wurde. Mit diesem Update wurde der aktuelle Funktionsumfang erreicht.
Ähnlich wie in der deutschen Variante, liegt über der Karte ein Raster mit quadratischen Feldern. Über die farbige Abstufung der Felder lässt sich eine Aussage über die Breitbandsituation im betreffenden Ausschnitt treffen. Bei Klick auf ein Feld werden die verfügbaren Bandbreiten, Technologien und Netzbetreiber angezeigt. Der Breitbandatlas zeigt überdies auch die Mobilfunkversorgung an. Eine dritte Karte zeigt Gebiete an, in welchen ein geförderter Ausbau von Breitbandinfrastruktur geplant ist. Die Karten lassen sich über Filtermöglichkeiten anpassen.